# Pollenia vespillo
Pollenia vespillo är en tvåvingeart som först beskrevs av Fabricius 1794.  Pollenia vespillo ingår i släktet vindsflugor, och familjen spyflugor. Inga underarter finns listade i Catalogue of Life.